# 송연화
송연화는 대한민국의 텔레비전 드라마 연출감독이다.

## 학력 및 경력
- MBC 프로듀서

## 드라마
- 2020년 MBC 수목드라마 《내가 가장 예뻤을 때》 (공동연출)
- 2021년 MBC 금토드라마 《옷소매 붉은 끝동》(공동연출)
- 2022년 MBC 4부작 드라마 《멧돼지 사냥》 (연출)
- 2024년 MBC 금토드라마 《이토록 친밀한 배신자》 (연출)

## 수상 목록
- 2022년 제8회 에이판 스타 어워즈 연출상 《옷소매 붉은 끝동》
- 2025년 제61회 백상예술대상 방송부문 연출상 《이토록 친밀한 배신자》